# Таун-енд-Кантрі (Вашингтон)
Таун-енд-Кантрі (англ. Town and Country) — переписна місцевість (CDP) в США, в окрузі Спокен штату Вашингтон. Населення — 5068 осіб (2020).

## Географія
Таун-енд-Кантрі розташований за координатами 47°43′41″ пн. ш. 117°25′23″ зх. д. / 47.72806° пн. ш. 117.42306° зх. д. (47.727965, -117.422946).  За даними Бюро перепису населення США в 2010 році переписна місцевість мала площу 3,12 км², уся площа — суходіл.

## Демографія
Згідно з переписом 2010 року, у переписній місцевості мешкало 4857 осіб у 1994 домогосподарствах у складі 1316 родин. Густота населення становила 1559 осіб/км².  Було 2066 помешкань (663/км²).
Расовий склад населення:
| - 88,6 % — білих - 1,7 % — вихідців з тихоокеанських островів - 1,5 % — чорних або афроамериканців - 1,2 % — корінних американців - 1,2 % — азіатів - 2,0 % — осіб інших рас |

До двох чи більше рас належало 3,8 %. Частка іспаномовних становила 4,8 % від усіх жителів.
За віковим діапазоном населення розподілялося таким чином: 23,1 % — особи молодші 18 років, 57,7 % — особи у віці 18—64 років, 19,2 % — особи у віці 65 років та старші. Медіана віку мешканця становила 40,2 року. На 100 осіб жіночої статі у переписній місцевості припадало 92,1 чоловіків;  на 100 жінок у віці від 18 років та старших — 88,4 чоловіків також старших 18 років.
Середній дохід на одне домашнє господарство  становив 67 551 долар США (медіана — 62 035), а середній дохід на одну сім'ю — 74 701 долар (медіана — 70 489). Медіана доходів становила 51 120 доларів для чоловіків та 33 958 доларів для жінок. За межею бідності перебувало 10,0 % осіб, у тому числі 11,8 % дітей у віці до 18 років та 3,0 % осіб у віці 65 років та старших.
Цивільне працевлаштоване населення становило 2582 особи. Основні галузі зайнятості: освіта, охорона здоров'я та соціальна допомога — 30,7 %, роздрібна торгівля — 11,2 %, виробництво — 10,5 %.